# Olympische Winterspiele 2022/Teilnehmer (Marokko)
| Gelbes Symbol für Goldmedaillen mit stilisierten Olympischen Ringen | Graues Symbol für Silbermedaillen mit stilisierten Olympischen Ringen | Braundes Symbol für Bronzemedaillen mit stilisierten Olympischen Ringen |
| ------------------------------------------------------------------- | --------------------------------------------------------------------- | ----------------------------------------------------------------------- |
| —                                                                   | —                                                                     | —                                                                       |

Marokko nahm an den Olympischen Winterspielen 2022 in Peking zum achten Mal in seiner Geschichte an Olympischen Winterspielen teil. Der Skirennläufer Yassine Aouich ging für das Land an den Start.

## Teilnehmer nach Sportarten

### Ski Alpin
| Athleten       | Wettbewerbe  | 1. Lauf | 1. Lauf | 2. Lauf       | 2. Lauf       | Gesamt        | Gesamt        |
| Athleten       | Wettbewerbe  | Zeit    | Rang    | Zeit          | Rang          | Zeit          | Rang          |
| -------------- | ------------ | ------- | ------- | ------------- | ------------- | ------------- | ------------- |
| Männer         |              |         |         |               |               |               |               |
| Yassine Aouich | Riesenslalom | DNF     | DNF     | ausgeschieden | ausgeschieden | ausgeschieden | ausgeschieden |